# Trocoide
Trocoide, en geometría analítica, es una curva del plano, determinada por  un punto fijo de   una circunferencia llamada generatriz, la misma que rueda, tangencialmente, sin resbalar sobre una  recta nombrada directriz. 
|  |  |

La palabra proviene de la raíz griega trokos (rueda), un término propuesto por el matemático Roberval (1602-1675).
Al generarse la curva trocoide, el centro de la circunferencia se desplaza paralelamente a la recta directriz.
Las ecuaciones paramétricas de la trocoide, cuando la recta directriz es el eje X, son las siguientes:
{\displaystyle x=a\theta -b\operatorname {sen}(\theta )\,}
{\displaystyle y=a-b\cos(\theta )\,}
donde {\displaystyle \theta } es la variable del ángulo que describe la circunferencia de radio a, y la distancia del centro al punto P es b.

## Clasificación
Dependiendo de donde se encuentra {\displaystyle P} respecto de la circunferencia generatriz, se llama: 
- cicloide acortada, si {\displaystyle P}  se encuentra en el interior de la circunferencia generatriz, {\displaystyle (b<a)} ,
- cicloide común, cuando {\displaystyle P} pertenece a la circunferencia generatriz,  {\displaystyle (a=b)},
- cicloide alargada, en el caso de que {\displaystyle P} esté en el exterior de la circunferencia generatriz, {\displaystyle (b>a)}.

## Ejemplos
Una trocoide acortada puede ser descrita por el movimiento del pedal de una bicicleta (respecto de la carretera).
Las partículas de agua de las olas, describen un movimiento trocoidal respecto del fondo de mar .

## Curvas cíclicas
Curva cíclica
| La directriz es una recta |                   |                   |
| d = r                     | d < r             | d > r             |
| cicloide                  | trocoide          | trocoide          |
| cicloide normal           | cicloide acortada | cicloide alargada |
| La directriz es una circunferencia       |                     |                       |                       |
|                                          | d = r               | d < r                 | d > r                 |
| La generatriz es exterior a al directriz | epicicloide         | epitrocoide           | epitrocoide           |
| La generatriz es exterior a al directriz | epicicloide normal  | epicicloide acortada  | epicicloide alargada  |
| La generatriz es interior a al directriz | hipocicloide        | hipotrocoide          | hipotrocoide          |
| La generatriz es interior a al directriz | hipocicloide normal | hipocicloide acortada | hipocicloide alargada |
| La directriz es interior a al generatriz | pericicloide        | peritrocoide          | peritrocoide          |
| La directriz es interior a al generatriz | pericicloide normal | pericicloide acortada | pericicloide alargada |